# DC Odrodzenie
DC Odrodzenie (ang. DC Rebirth) – linia wydawnicza obejmująca większość komiksów amerykańskiego wydawnictwa DC Comics publikowanych od maja 2016 do listopada 2017. W jej ramach serie komiksowe otrzymały nową numerację, a ich fabuła została nieznacznie zmodyfikowana w stosunku do treści i wątków z cykli wydawanych w ramach wcześniejszej marki – Nowe DC Comics! (ang. The New 52). Od grudnia 2017 marka DC Odrodzenie została przemianowana na DC Universe (pol. Uniwersum DC), a objęte nią serie zachowały kontynuację wątków i numerację.

## Publikacja w Polsce
W Polsce wybrane komiksy w ramach DC Odrodzenie ukazywały się nakładem wydawnictwa Egmont Polska od września 2017 do grudnia 2019 (w przypadku kilku serii do 2021) w formie tomów zbiorczych gromadzących po kilka zeszytów oryginalnych serii. Cała inicjatywa została poprzedzona wydaniem 3 komiksów wprowadzających. Dwa z nich zostały poświęcone postaci Supermana i wydane jako Droga do Odrodzenia, a trzeci dotyczył samego świata DC (Uniwersum DC – Odrodzenie) i został wydany w twardej oprawie w powiększonym formacie w odróżnieniu do pozostałych albumów. Od września 2019 serie publikowane w ramach DC Odrodzenie zaczęły być stopniowo zastępowane marką Uniwersum DC.

## Lista komiksówDC Odrodzeniewydanych w Polsce
| Lp. | Tytuł polski                                                                     | Tytuł oryginału                                        | Zawartość | Data polskiego wydania |
| --- | -------------------------------------------------------------------------------- | ------------------------------------------------------ | --- | ---------------------- |
| 1   | Droga do Odrodzenia. Superman – Lois i Clark                                     | Superman: Lois and Clark                               | Zeszyty Superman: Lois and Clark #1-8 (grudzień-lipiec 2016) | 21.06.2017             |
| 2   | Droga do Odrodzenia: Superman – Ostatnie dni Supermana                           | Superman: The Final Days of Superman                   | Zeszyty Superman (vol. 3) #51-52 (czerwiec-lipiec 2016), Batman/Superman (vol. 1) #31-32 (czerwiec-lipiec 2016), Action Comics (vol. 2) #51-52 (czerwiec-lipiec 2016), Superman/Wonder Woman #28-29 (czerwiec-lipiec 2016) | 17.08.2017             |
| 3   | Uniwersum DC – Odrodzenie                                                        | DC Universe: Rebirth                                   | Zeszyt DC Universe: Rebirth (lipiec 2016) | 17.08.2017             |
| 4   | Batman. Tom 1: Jestem Gotham                                                     | Batman: I Am Gotham                                    | Zeszyty Batman: Rebirth (sierpień 2016) oraz Batman (vol. 3) #1-6 (sierpień-listopad 2016) | 20.09.2017             |
| 5   | Green Arrow. Tom 1: Śmierć i życie Olivera Queena                                | Green Arrow: The Death & Life of Oliver Queen          | Zeszyty Green Arrow: Rebirth (sierpień 2016) oraz Green Arrow (vol.6) #1-5 (sierpień-listopad 2016) | 20.09.2017             |
| 6   | Suicide Squad – Oddział Samobójców. Tom 1: Czarne więzienie                      | Suicide Squad: The Black Vault                         | Zeszyt Suicide Squad: Rebirth (październik 2016) oraz zeszyty Suicide Squad (vol. 5) #1-4 (sierpień-listopad 2016) | 20.09.2017             |
| 7   | Superman. Tom 1: Syn Supermana                                                   | Superman: Son of Superman                              | Zeszyty Superman: Rebirth (sierpień 2016) oraz Superman (vol. 4) #1-6 (sierpień-listopad 2016) | 20.09.2017             |
| 8   | Superman – Action Comics. Tom 1: Ścieżka zagłady                                 | Action Comics Vol. 1: Path of Doom                     | Zeszyty Action Comics (vol. 1) #957-962 (sierpień-październik 2016) | 11.10.2017             |
| 9   | Batman – Detective Comics. Tom 1: Powstanie Batmanów                             | Detective Comics: Rise of the Batmen                   | Zeszyty Detective Comics (vol. 1) #934-940 (sierpień-listopad 2016) | 11.10.2017             |
| 10  | Flash. Tom 1: Piorun uderza dwa razy                                             | The Flash: Lightning Strikes Twice                     | Zeszyt The Flash: Rebirth (sierpień 2016) oraz zeszyty The Flash (vol.5) #1-8 (sierpień-listopad 2016) | 11.10.2017             |
| 11  | Liga Sprawiedliwości. Tom 1: Maszyny zagłady                                     | Justice League: The Extinction Machines                | Zeszyty Justice League: Rebirth (wrzesień 2016) oraz Justice League (vol. 3) #1-5 (wrzesień-listopad 2016) | 11.10.2017             |
| 12  | All-Star Batman. Tom 1: Mój największy wróg                                      | All-Star Batman: My Own Worst Enemy                    | Zeszyty All-Star Batman #1-5 (październik 2016-luty 2017) | 08.11.2017             |
| 13  | Aquaman. Tom 1: Utonięcie                                                        | Aquaman: The Drowning                                  | Zeszyt Aquaman: Rebirth (sierpień 2016) oraz Aquaman (vol. 8) #1-6 (sierpień-listopad 2016) | 08.11.2017             |
| 14  | Hal Jordan i Korpus Zielonych Latarni. Tom 1: Prawo Sinestro                     | Hal Jordan and the Green Lantern Corps: Sinestro’s Law | Zeszyt Hal Jordan and the Green Lantern Corps: Rebirth (wrzesień 2016) oraz zeszyty Hal Jordan and the Green Lantern Corps #1-7 (wrzesień-grudzień 2016) | 08.11.2017             |
| 15  | Nastoletni Tytani. Tom 1: Damian wie lepiej                                      | Teen Titans: Damian Knows Best                         | Zeszyt Teen Titans: Rebirth (listopad 2016) oraz Teen Titans (vol. 6) #1-5 (grudzień 2016-maj 2017) | 08.11.2017             |
| 16  | Batman: Noc Ludzi Potworów                                                       | Batman: Night of the Monster Men                       | Zeszyty Batman (vol. 3) #7-8 (listopad-grudzień 2016), Detective Comics (vol. 1) #941-942 (listopad-grudzień 2016) oraz Nightwing (vol. 4) #5-6 (listopad-grudzień 2016) | 07.12.2017             |
| 17  | Harley Quinn. Tom 1: Umrzeć ze śmiechem                                          | Harley Quinn: Die Laughing                             | Zeszyty Harley Quinn (vol.3) #1-7 (październik 2016-styczeń 2017) | 07.12.2017             |
| 18  | Nightwing. Tom 1: Lepszy niż Batman                                              | Nightwing: Better Than Batman                          | Zeszyt Nightwing: Rebirth (wrzesień 2016) oraz Nightwing (vol. 4) #1-4, 7-8 (wrzesień-styczeń 2016) | 07.12.2017             |
| 19  | Wonder Woman. Tom 1: Kłamstwa                                                    | Wonder Woman: The Lies                                 | Zeszyt Wonder Woman: Rebirth (sierpień 2016) oraz Wonder Woman (vol. 5) #1, 3, 5, 7, 9, 11 (sierpień 2016-styczeń 2017) | 07.12.2017             |
| 20  | Batman. Tom 2: Jestem Samobójcą                                                  | Batman: I Am Suicide                                   | Zeszyty Batman (vol. 3) #9-15 (grudzień 2016-marzec 2017) | 24.01.2018             |
| 21  | Green Arrow. Tom 2: Wyspa Blizn                                                  | Green Arrow: Island of Scars                           | Zeszyty Green Arrow (vol. 6) #6-11 (listopad 2016-styczeń 2017) | 24.01.2018             |
| 22  | Superman. Tom 2: Pierwsze Próby Superboya                                        | Superman: Trials of the Super Son                      | Zeszyty Superman (vol. 4) #7-13 (listopad 2016-luty 2017) | 24.01.2018             |
| 23  | Aquaman. Tom 2: Nadpływa Czarna Manta                                            | Aquaman: Black Manta Rising                            | Zeszyty Aquaman (vol. 8) #7-15 (listopad 2016-marzec 2017) | 21.02.2018             |
| 24  | Superman – Action Comics. Tom 2: Powrót do Daily Planet                          | Action Comics Vol. 2: Welcome To The Planet            | Zeszyty Action Comics (vol. 1) #963-966 (listopad-grudzień 2016) oraz Justice League (vol. 2) #52 (sierpień 2016) | 21.02.2018             |
| 25  | Liga Sprawiedliwości. Tom 2: Epidemia                                            | Justice League: Outbreak                               | Zeszyty Justice League (vol. 3) #6-11 (grudzień 2016-luty 2017) | 21.02.2018             |
| 26  | Batman – Detective Comics. Tom 2: Syndykat Ofiar                                 | Detective Comics: The Victim Syndicate                 | Zeszyty Detective Comics (vol. 1) #943-949 (grudzień 2016-marzec 2017) | 28.03.2018             |
| 27  | Flash. Tom 2: Pęd ciemności                                                      | The Flash: Speed of Darkness                           | Zeszyty The Flash (vol. 5) #9-13 (grudzień 2016-luty 2017) | 28.03.2018             |
| 28  | Wonder Woman. Tom 2: Rok pierwszy                                                | Wonder Woman: Year One                                 | Zeszyty Wonder Woman (vol. 5) #2, 4, 6, 8, 10, 12, 14 (wrzesień 2016-marzec 2017) | 28.03.2018             |
| 29  | Hal Jordan i Korpus Zielonych Latarni. Tom 2: Światło w Butelce                  | Hal Jordan and the Green Lantern Corps: Bottled Light  | Zeszyty Hal Jordan and the Green Lantern Corps #8-13 (styczeń-marzec 2017) | 11.04.2018             |
| 30  | Suicide Squad – Oddział Samobójców. Tom 2: Przy Zdrowych Zmysłach                | Suicide Squad: Going Sane                              | Zeszyty Suicide Squad (vol. 5) #5-8 (grudzień 2016-luty 2017) oraz zeszyt Harley Quinn & the Suicide Squad April Fools’ Special (czerwiec 2016) | 11.04.2018             |
| 31  | Nightwing. Tom 2: Blüdhaven                                                      | Nightwing: Back To Blüdhaven                           | Zeszyty Nightwing (vol. 4) #9-15 (styczeń-kwiecień 2017) | 11.04.2018             |
| 32  | Liga Sprawiedliwości. Tom 3: Ponadczasowi                                        | Justice League: Timeless                               | Zeszyty Justice League (vol. 3) #14-19 (kwiecień-czerwiec 2017) | 17.05.2018             |
| 33  | Liga Sprawiedliwości kontra Suicide Squad                                        | Justice League vs. Suicide Squad                       | Zeszyty Justice League (vol. 3) #12-13 (marzec 2017), Suicide Squad (vol. 5) #8-10 (luty-marzec 2017) oraz Justice League vs. Suicide Squad #1-6 (luty-marzec 2017) | 17.05.2018             |
| 34  | Superman – Action Comics. Tom 3: Ludzie ze stali                                 | Action Comics Vol. 3: Men of Steel                     | Zeszyty Action Comics (vol. 1) #967-972 (styczeń-marzec 2017) | 23.05.2018             |
| 35  | Harley Quinn. Tom 2: Joker kocha Harley                                          | Harley Quinn: Joker Loves Harley                       | Zeszyty Harley Quinn (vol. 3) #8-13 (styczeń-kwiecień 2017) | 23.05.2018             |
| 36  | Batman. Tom 3: Jestem Bane                                                       | Batman: I Am Bane                                      | Zeszyty Batman (vol. 3) #16-20; #23-24 (kwiecień-sierpień 2017) oraz Batman Annual (vol. 3) #1 (styczeń 2017) | 06.06.2018             |
| 37  | Green Arrow. Tom 3: Szmaragdowy Banita                                           | Green Arrow: Emerald Outlaw                            | Zeszyty Green Arrow (vol. 6) #12-17 (luty-kwiecień 2017) | 06.06.2018             |
| 38  | Superman. Tom 3: Wielokrotność                                                   | Superman: Multiplicity                                 | Zeszyty Superman (vol. 4) #14-17 (marzec-kwiecień 2017) oraz Superman Annual (vol. 4) #1 (styczeń 2017) | 06.06.2018             |
| 39  | All-Star Batman. Tom 2: Końce Świata                                             | All-Star Batman: Ends of the Earth                     | Zeszyty All-Star Batman #6-9 (marzec-czerwiec 2017) | 11.07.2018             |
| 40  | Flash. Tom 3: Łotrzy - Reaktywacja                                               | The Flash: Rogues Reloaded                             | Zeszyty The Flash (vol. 5) #14-20 (marzec-czerwiec 2017) | 11.07.2018             |
| 41  | Superman Odrodzony                                                               | Superman Reborn                                        | Zeszyty Action Comics (vol. 1) #973-976 (kwiecień-maj 2017) oraz Superman (vol. 4) #18-19 (maj 2017) | 25.07.2018             |
| 42  | Wonder Woman. Tom 3: Prawda                                                      | Wonder Woman: The Truth                                | Zeszyty Wonder Woman (vol. 5) #13, #15, #17, #19, #21, #23 & #25 (luty-sierpień 2017) | 25.07.2018             |
| 43  | Aquaman. Tom 3: Korona Atlantydy                                                 | Aquaman: Crown of Atlantis                             | Zeszyty Aquaman (vol. 8) #16-24 (kwiecień-sierpień 2017) | 01.08.2018             |
| 44  | Hal Jordan i Korpus Zielonych Latarni. Tom 3: Poszukiwanie nadziei               | Hal Jordan and the Green Lantern Corps: Quest For Hope | Zeszyty Hal Jordan and the Green Lantern Corps #14-21 (kwiecień-lipiec 2017) | 01.08.2018             |
| 45  | Batman – Detective Comics. Tom 3: Liga Cieni                                     | Detective Comics: League of Shadows                    | Zeszyty Detective Comics (vol. 1) #950–956 (kwiecień-lipiec 2017) | 22.08.2018             |
| 46  | Batman/The Flash: Przypinka                                                      | Batman/The Flash: The Button                           | Zeszyty Batman (vol. 3) #21-22 (czerwiec-lipiec 2017) oraz The Flash (vol. 5) #21-22 (czerwiec-lipiec 2017) | 19.09.2018             |
| 47  | Liga Sprawiedliwości. Tom 4: Niekończąca się walka                               | Justice League: Endless                                | Zeszyty Justice League (vol. 3) #20-25 (lipiec-wrzesień 2017) | 19.09.2018             |
| 48  | Harley Quinn. Tom 3: Krwiste mięso                                               | Harley Quinn: Red Meat                                 | Zeszyty Harley Quinn (vol. 3) #14-21 (kwiecień-sierpień 2017) | 19.09.2018             |
| 49  | Superman – Action Comics. Tom 4: Nowy świat                                      | Action Comics Vol. 4: The New World                    | Zeszyty Action Comics (vol. 1) #977-984 (czerwiec-wrzesień 2017) | 19.09.2018             |
| 50  | Superman. Tom 4: Czarny świt                                                     | Superman: Black Dawn                                   | Zeszyty Superman (vol. 4) #20-26 (czerwiec-wrzesień 2017) | 17.10.2018             |
| 51  | Wonder Woman. Tom 4: Godwatch                                                    | Wonder Woman: Godwatch                                 | Zeszyty Wonder Woman (vol. 5) #16, #18, #20, #22, #24 (kwiecień-sierpień 2017) | 17.10.2018             |
| 52  | Nightwing. Tom 3: Nightwing musi umrzeć                                          | Nightwing: Nightwing Must Die                          | Zeszyty Nightwing (vol. 4) #16-21 (maj-lipiec 2017) | 17.10.2018             |
| 53  | Batman. Tom 4: Wojna Żartów z Zagadkami                                          | Batman: The War of Jokes and Riddles                   | Zeszyty Batman (vol. 3) #25-32 (sierpień-grudzień 2017) | 21.11.2018             |
| 54  | Flash. Tom 4: Ucieczka                                                           | The Flash: Running Scared                              | Zeszyty The Flash (vol. 5) #23-27 (lipiec-wrzesień 2017) | 21.11.2018             |
| 55  | Green Arrow. Tom 4: Powstanie Star City                                          | Green Arrow: The Rise of Star City                     | Zeszyty Green Arrow (vol. 6) #18-25 (maj-sierpień 2017) | 21.11.2018             |
| 56  | Hal Jordan i Korpus Zielonych Latarni. Tom 4: Rozłam                             | Hal Jordan and the Green Lantern Corps: Fracture       | Zeszyty Hal Jordan and the Green Lantern Corps #22-29 (sierpień-listopad 2017) | 05.12.2018             |
| 57  | Nastoletni Tytani. Tom 2: Wejście Aqualada                                       | Teen Titans: The Rise of Aqualad                       | Zeszyty Teen Titans (vol. 6) #6-7, 9-11 (maj-czerwiec, sierpień-październik 2017) | 05.12.2018             |
| 58  | Suicide Squad – Oddział Samobójców. Tom 3: Płonąca baza                          | Suicide Squad: Burning Down the House                  | Zeszyty Suicide Squad (vol. 5) #11-15 (kwiecień-czerwiec 2017) oraz Suicide Squad Special: War Crimes #1 (październik 2016) | 05.12.2018             |
| 59  | Superman – Action Comics. Tom 5: Efekt Oza                                       | Action Comics: The Oz Effect                           | Zeszyty Action Comics (vol. 1) #985-992 (październik 2017-styczeń 2018) | 23.01.2019             |
| 60  | Flash. Tom 5: Negatywny                                                          | The Flash: Negative                                    | Zeszyty The Flash (vol. 5) #28-32 (październik-grudzień 2017) | 23.01.2019             |
| 61  | Suicide Squad – Oddział Samobójców. Tom 4: Ziemianie w ogniu                     | Suicide Squad: Earthlings On Fire                      | Zeszyty Suicide Squad (vol. 5) #16-20 (czerwiec-sierpień 2017) | 23.01.2019             |
| 62  | Batman – Detective Comics. Tom 4: Deus Ex Machina                                | Detective Comics: Deus Ex Machina                      | Zeszyty Detective Comics (vol. 1) #957-962 (lipiec-październik 2017) | 27.02.2019             |
| 63  | Superman – Action Comics. Tom 5: Booster Gold                                    | Action Comics Vol. 5: Booster Shot                     | Zeszyty Action Comics (vol. 1) #993-999 (luty-maj 2018) oraz Action Comics Special (lipiec 2018) | 27.02.2019             |
| 64  | Liga Sprawiedliwości. Tom 5: Dziedzictwo                                         | Justice League: Legacy                                 | Zeszyty Justice League (vol. 3) #26-31 (październik-grudzień 2017) | 27.02.2019             |
| 65  | All-Star Batman. Tom 3: Pierwszy Sojusznik                                       | All-Star Batman: The First Ally                        | Zeszyty All-Star Batman #10-14 (lipiec-grudzień 2017) | 27.03.2019             |
| 66  | Suicide Squad – Oddział Samobójców. Tom 5: Zabij swoich bliskich                 | Suicide Squad: Kill your darlings                      | Zeszyty Suicide Squad (vol. 5) #21-25 (wrzesień-listopad 2017) | 27.03.2019             |
| 67  | Green Arrow. Tom 5: Konstelacja strachu                                          | Green Arrow: Hard-Traveling Hero                       | Zeszyty Green Arrow (vol. 6) #26-37 (wrzesień 2017-kwiecień 2018) | 10.04.2019             |
| 67  | Green Arrow. Tom 5: Konstelacja strachu                                          | Green Arrow: Trial of Two Cities                       | Zeszyty Green Arrow (vol. 6) #26-37 (wrzesień 2017-kwiecień 2018) | 10.04.2019             |
| 68  | Nightwing. Tom 4: Starzy i nowi wrogowie                                         | Nightwing: Blockbuster                                 | Zeszyty Nightwing (vol. 4) #22-28, #30-34 (sierpień 2017-styczeń 2018) | 10.04.2019             |
| 68  | Nightwing. Tom 4: Starzy i nowi wrogowie                                         | Nightwing: Revenge of Raptor                           | Zeszyty Nightwing (vol. 4) #22-28, #30-34 (sierpień 2017-styczeń 2018) | 10.04.2019             |
| 69  | Superman – Action Comics 1000                                                    | Action Comics 1000                                     | Zeszyt Action Comics (vol. 1) #1000 (czerwiec 2018) | 10.04.2019             |
| 70  | Batman Metal. Mroczne dni. Tom 1                                                 | Dark Days: The Road to Metal                           | Zeszyty Dark Days: The Forge #1 (sierpień 2017), Dark Days: The Casting #1 (wrzesień 2017), Dark Nights: Metal #1-2 (październik-listopad 2017), Teen Titans (vol. 6) #12 (listopad 2017), Nightwing (vol. 4) #29 (listopad 2017), Suicide Squad (vol. 5) #26 (listopad 2017), Green Arrow (vol. 6) #32 (listopad 2017) | 24.04.2019             |
| 70  | Batman Metal. Mroczne dni. Tom 1                                                 | Dark Nights: Metal – The Forge                         | Zeszyty Dark Days: The Forge #1 (sierpień 2017), Dark Days: The Casting #1 (wrzesień 2017), Dark Nights: Metal #1-2 (październik-listopad 2017), Teen Titans (vol. 6) #12 (listopad 2017), Nightwing (vol. 4) #29 (listopad 2017), Suicide Squad (vol. 5) #26 (listopad 2017), Green Arrow (vol. 6) #32 (listopad 2017) | 24.04.2019             |
| 70  | Batman Metal. Mroczne dni. Tom 1                                                 | Gotham Resistance                                      | Zeszyty Dark Days: The Forge #1 (sierpień 2017), Dark Days: The Casting #1 (wrzesień 2017), Dark Nights: Metal #1-2 (październik-listopad 2017), Teen Titans (vol. 6) #12 (listopad 2017), Nightwing (vol. 4) #29 (listopad 2017), Suicide Squad (vol. 5) #26 (listopad 2017), Green Arrow (vol. 6) #32 (listopad 2017) | 24.04.2019             |
| 71  | Batman. Tom 5: Zaręczeni                                                         | Batman: Rules of Engagement                            | Zeszyty Batman (vol. 3) #33-37 (grudzień 2017-luty 2018) oraz Batman Annual #2 (styczeń 2018) | 15.05.2019             |
| 72  | Nastoletni Tytani. Tom 3: Powrót Kid Flasha                                      | Teen Titans: Return of Kid Flash                       | Zeszyty Teen Titans (vol. 6) #13-14, 16-19 (grudzień 2017-styczeń, marzec-czerwiec 2018) oraz pojedyncza historia z DC Rebirth Holiday Special 2017 #1 (grudzień 2016) | 15.05.2019             |
| 73  | Superman. Tom 5: Nadzieje i lęki                                                 | Superman: Hopes and Fears                              | Zeszyty Superman (vol. 4) #27-32 (wrzesień-grudzień 2017) | 15.05.2019             |
| 74  | Batman Metal. Metal – Mroczni Rycerze. Tom 2                                     | Dark Nights: Metal – Dark Knights Rising               | Zeszyty Batman: The Red Death #1 (listopad 2017), Batman: The Murder Machine #1 (listopad 2017), Batman: The Dawnbreaker #1 (grudzień 2017), Batman: The Drowned #1 (grudzień 2017), Dark Nights: Metal #3 (grudzień 2017), Batman: The Merciless #1 (grudzień 2017), Batman: The Devastator #1 (styczeń 2018), Dark Nights: The Batman Who Laughs #1 (styczeń 2018), Batman: Lost #1 (styczeń 2017)                                                                                    | 25.05.2019             |
| 75  | Batman – Detective Comics. Tom 5: Życie w samotności                             | Detective Comics: A Lonely Place of Living             | Zeszyty Detective Comics (vol. 1) #963-968 (październik 2017-styczeń 2018) | 19.06.2019             |
| 76  | Superman. Tom 6: Imperius Lex                                                    | Superman: Imperius Lex                                 | Zeszyty Superman (vol. 4) #33-36, 39-41 (grudzień 2017-luty, marzec-kwiecień 2018) | 19.06.2019             |
| 77  | Batman Metal. Mroczny wszechświat. Tom 3                                         | Bats Out Of Hell                                       | Zeszyty Dark Nights: Metal #4-6 (luty-maj 2018), The Flash (vol. 5) #33 (grudzień 2017), Justice League (vol. 3) #32-33 (styczeń 2018), Hal Jordan And The Green Lantern Corps #32 (styczeń 2018), Hawkman: Found #1 (luty 2018), Dark Knights Rising: The Wild Hunt #1 (kwiecień 2018) | 17.07.2019             |
| 77  | Batman Metal. Mroczny wszechświat. Tom 3                                         | Dark Knights Rising: The Wild Hunt                     | Zeszyty Dark Nights: Metal #4-6 (luty-maj 2018), The Flash (vol. 5) #33 (grudzień 2017), Justice League (vol. 3) #32-33 (styczeń 2018), Hal Jordan And The Green Lantern Corps #32 (styczeń 2018), Hawkman: Found #1 (luty 2018), Dark Knights Rising: The Wild Hunt #1 (kwiecień 2018) | 17.07.2019             |
| 78  | Batman. Tom 6: Narzeczona czy włamywaczka?                                       | Batman: Bride or Burglar                               | Zeszyty Batman (vol. 3) #38-44 (marzec-czerwiec 2018) | 17.07.2019             |
| 79  | Liga Sprawiedliwości. Tom 6: Piach w trybach                                     | Justice League: The People vs. the Justice League      | Zeszyty Justice League (vol. 3) #34-38 (luty-kwiecień 2018) | 17.07.2019             |
| 79  | Liga Sprawiedliwości. Tom 6: Piach w trybach                                     | Justice League: Justice Lost                           | Zeszyty Justice League (vol. 3) #34-38 (luty-kwiecień 2018) | 17.07.2019             |
| 80  | Batman – Detective Comics. Tom 6: Upadek Batmanów                                | Detective Comics: Fall of the Batmen                   | Zeszyty Detective Comics (vol. 1) #969-974 (styczeń-kwiecień 2018) | 21.08.2019             |
| 81  | Superman. Tom 7: Bizarrowersum                                                   | Superman: Bizarroverse                                 | Zeszyty Superman (vol. 4) #42-45 (maj-czerwiec 2018) | 21.08.2019             |
| 82  | Suicide Squad – Oddział Samobójców. Tom 6: Tajna historia oddziału specjalnego X | Suicide Squad: The Secret History of Task Force X      | Zeszyty Suicide Squad (vol. 5) #27–32 (grudzień 2017-luty 2018) | 21.08.2019             |
| 83  | Batman. Tom 7: Ślub                                                              | Batman: Prelude to the Wedding                         | Zeszyty Batman (vol. 3) #45-50 (czerwiec-wrzesień 2018), pojedyncza historia z DC Nation (vol. 2) #0 (maj 2018), Batman: Prelude to the Wedding. Robin vs. Ra’s Al Ghul (lipiec 2018), Batman: Prelude to the Wedding. Nightwing vs. Hush (sierpień 2018), Batman: Prelude to the Wedding. Batgirl vs. The Riddler (sierpień 2018), Batman: Prelude to the Wedding. Red Hood vs. Anarky (sierpień 2018) oraz Batman: Prelude to the Wedding. Harley Quinn vs. The Joker (sierpień 2018) | 27.09.2019             |
| 83  | Batman. Tom 7: Ślub                                                              | Batman: The Wedding                                    | Zeszyty Batman (vol. 3) #45-50 (czerwiec-wrzesień 2018), pojedyncza historia z DC Nation (vol. 2) #0 (maj 2018), Batman: Prelude to the Wedding. Robin vs. Ra’s Al Ghul (lipiec 2018), Batman: Prelude to the Wedding. Nightwing vs. Hush (sierpień 2018), Batman: Prelude to the Wedding. Batgirl vs. The Riddler (sierpień 2018), Batman: Prelude to the Wedding. Red Hood vs. Anarky (sierpień 2018) oraz Batman: Prelude to the Wedding. Harley Quinn vs. The Joker (sierpień 2018) | 27.09.2019             |
| 84  | Flash. Tom 6: Zimny dzień w piekle                                               | The Flash: Cold Day in Hell                            | Zeszyty The Flash (vol. 5) #34-38 (styczeń-marzec 2018) oraz The Flash Annual (vol. 5) #1 (marzec 2018) | 23.10.2019             |
| 85  | Batman – Detective Comics. Tom 7: Wieczni Batmani                                | Detective Comics: Batmen Eternal                       | Zeszyty Detective Comics (vol. 1) #975-981 (kwiecień-lipiec 2018) | 23.10.2019             |
| 86  | Batman. Tom 8: Zimne dni                                                         | Batman: Cold Days                                      | Zeszyty Batman (vol. 3) #51-57 (wrzesień-grudzień 2018) | 13.11.2019             |
| 87  | Flash. Tom 7: Burza doskonała                                                    | The Flash: Perfect Storm                               | Zeszyty The Flash (vol. 5) #39-45 (marzec-czerwiec 2018) | 4.12.2019              |
| 88  | Batman – Detective Comics. Tom 8: Na zewnątrz                                    | Detective Comics: On the Outside                       | Zeszyty Detective Comics (vol. 1) #982-986 (sierpień-październik 2018) | 4.12.2019              |
| 89  | Harley Quinn. Tom 4: Niespodzianka                                               | Harley Quinn: Surprise, Surprise                       | Zeszyty Harley Quinn (vol. 3) #22-27 (sierpień-listopad 2017) | 4.12.2019              |
| 90  | Batman. Tom 9: Drapieżne ptaki                                                   | Batman: The Tyrant Wing                                | Zeszyty Batman (vol. 3) #58-60 (styczeń-luty 2019), Batman Annual #3 (luty 2019) oraz Batman Secret Files #1 (grudzień 2018) | 22.01.2020             |
| 91  | Flash. Tom 8: Wojna Flashów                                                      | The Flash: Flash War                                   | Zeszyty The Flash (vol. 5) #46-51 (lipiec-wrzesień 2018) | 12.02.2020             |
| 92  | Batman – Detective Comics. Tom 9: Dwa oblicza Two-Face’a                         | Detective Comics: Harvey Dent’s Last Case              | Zeszyty Detective Comics (vol. 1) #987-993 (październik 2018-styczeń 2019) | 12.02.2020             |
| 93  | Flash. Tom 9: Rachunek mocy                                                      | The Flash: Reckoning of the Forces                     | Zeszyty The Flash (vol. 5) #52–56 (październik-grudzień 2018) | 15.04.2020             |
| 94  | Batman. Tom 10: Koszmary                                                         | Batman: Knightmares                                    | Zeszyty Batman (vol. 3) #61-63, 66-69 (luty-marzec, maj-czerwiec 2019) | 15.04.2020             |
| 95  | Flash. Tom 10: Wyprawa po moc                                                    | The Flash: Force Quest                                 | Zeszyty The Flash (vol. 5) #58-63 (styczeń-marzec 2019) | 15.07.2020             |
| 96  | Batman. Tom 11: Upadek                                                           | Batman: The Fall and the Fallen                        | Zeszyty Batman (vol.3) #70-74 (lipiec-wrzesień 2019) oraz materiał z Batman Secret Files #2 (wrzesień 2019) | 12.08.2020             |
| 97  | Harley Quinn. Tom 5: Głosuj na Harley                                            | Harley Quinn: Vote Harley                              | Zeszyty Harley Quinn (vol. 3) #28-34 (listopad 2017-marzec 2018) | 12.08.2020             |
| 98  | Flash. Tom 11: Mistrzowska sztuczka                                              | The Flash: The Greatest Trick of All                   | Zeszyty The Flash (vol. 5) #66-69 (maj-czerwiec 2019) oraz The Flash Annual (vol. 5) #2 (marzec 2019) | 02.12.2020             |
| 99  | Batman. Tom 12: Miasto Bane’a                                                    | Batman: City of Bane Part 1                            | Zeszyty Batman (vol. 3) #75-85 (wrzesień 2019-luty 2020) | 24.03.2021             |
| 99  | Batman. Tom 12: Miasto Bane’a                                                    | Batman: City of Bane Part 2                            | Zeszyty Batman (vol. 3) #75-85 (wrzesień 2019-luty 2020) | 24.03.2021             |
| 100 | Flash – Rok pierwszy                                                             | The Flash: Year One                                    | Zeszyty The Flash (vol. 5) #70-75 (lipiec-wrzesień 2019) | 14.04.2021             |
| 101 | Flash. Tom 12: Śmierć i moc prędkości                                            | The Flash: Death and the Speed Force                   | Zeszyty The Flash (vol. 5) #76-81 (październik-grudzień 2019) | 28.07.2021             |
| 102 | Flash. Tom 13: Rządy łotrów                                                      | The Flash: Rogues Reign                                | Zeszyty The Flash (vol. 5) #75, #82-87 (wrzesień 2019, styczeń-marzec 2020) | 27.10.2021             |
| 104 | Flash. Tom 14: Era Flasha                                                        | The Flash: The Flash Age                               | Zeszyty The Flash (vol. 5) #88 (kwiecień 2020) oraz The Flash (vol. 1 ) #750-755 (maj-sierpień 2020) | 19.01.2022             |
| 105 | Flash. Tom 15: Meta                                                              | The Flash: Finish Line                                 | Zeszyty The Flash (vol. 1) #756-762 (sierpień-listopad 2020) | 15.06.2022             |

W ramach promocyjnych wydawnictwo Egmont wydało jeden zeszyt magazynu Superbohaterzy - Uniwersum DC Odrodzenie. W numerze znalazły się dwie zamknięte krótkie komiksowe opowieści: Liga Sprawiedliwości Odrodzenie - Maszyny zniszczenia oraz Batman Odrodzenie - Jestem Gotham. Pismo uzupełnia artykuł na temat serii „DC Odrodzenie” oraz plakat promujący film Liga Sprawiedliwości. 
Następujące albumy: Flash. Tom 6: Zimny dzień w piekle, Batman – Detective Comics. Tom 7: Wieczni Batmani, Batman. Tom 8: Zimne dni Harley Quinn. Tom 4: Niespodzianka oraz Batman. Tom 9: Drapieżne ptaki otrzymały alternatywne okładki wykonane przez polskich artystów. 